# Тёрпин, Джордж
Джордж Тёрпин (англ. George Turpin; 10 января 1952, Ливерпуль) — английский боксёр легчайшей весовой категории, выступал за сборную Великобритании в начале 1970-х годов. Бронзовый призёр летних Олимпийских игр в Мюнхене, участник многих международных турниров и национальных первенств. В период 1973—1977 боксировал на профессиональном уровне, но без особых достижений.

## Биография
Джордж Тёрпин родился 10 января 1952 года в Ливерпуле. Активно заниматься боксом начал в раннем детстве, проходил подготовку в мерсисайдском клубе «Золотые перчатки». Первого серьёзного успеха на ринге добился в 1971 году, когда стал чемпионом Англии в легчайшем весе. Год спустя повторил это достижение и благодаря череде удачных выступлений удостоился права защищать честь страны на летних Олимпийских играх 1972 года в Мюнхене. На Олимпиаде сумел дойти до стадии полуфиналов, после чего со счётом 2:3 проиграл кубинцу Орландо Мартинесу, который в итоге и стал олимпийским чемпионом.
Получив бронзовую олимпийскую медаль, Тёрпин решил попробовать себя среди профессионалов и покинул сборную. Дебютировал в профессиональном боксе в мае 1973 года, своего первого соперника шотландца Джона Митчелла победил техническим нокаутом. В течение двух последующих лет он провёл множество удачных поединков, завоевал и защитил титул чемпиона Центральной Великобритании в легчайшей весовой категории, однако с весны 1976 года началась полоса неудач — из шести оппонентов ему удалось взять верх только над одним. Таким образом, Джордж Тёрпин завершил карьеру спортсмена в конце 1977 года, не сумев победить малоизвестного соотечественника Барри Прайса. Всего в профессионалах он провёл 16 боёв, из них 11 окончил победой (в том числе 5 досрочно), 3 раза проиграл, в двух случаях была зафиксирована ничья.